# El Palà de Torroella

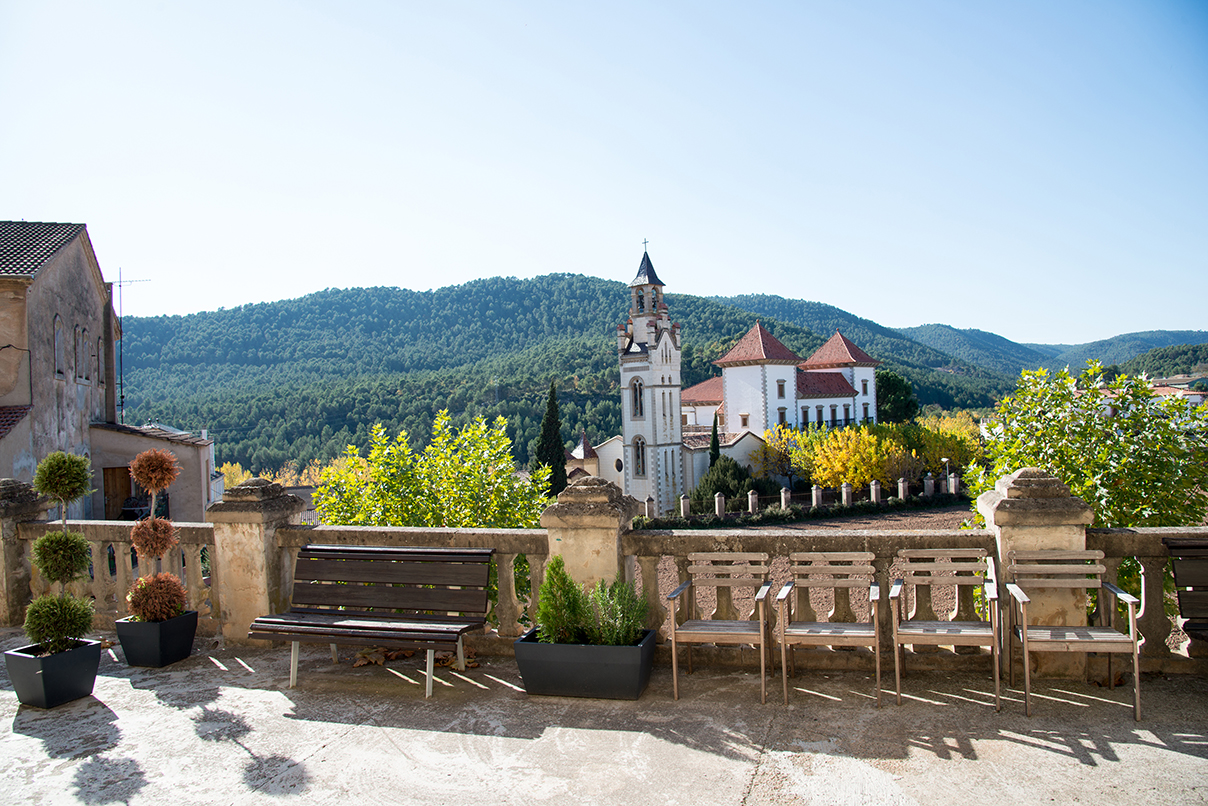
El Palà de Torroella, octubre 2015

El Palà de Torroella, o Palà Vell és un poble del municipi de Navars de 181 habitants (2015) situat al marge esquerre del riu Cardener, a partir de les aigües del qual s'hi alçà la fàbrica i la colònia Palà de Torroella que foren l'origen del poble.
En terres del mas Palà, el seu propietari, Joan Palà i Valls, hi instal·là l'any 1877 una fàbrica de filats i de teixits. Construí els pisos de la colònia al costat de la fàbrica i al barri de la Rata. Disposà aviat de tota mena de serveis. Els anys vint i trenta foren un dels moments àlgids de Palà. La fàbrica tancà les portes el 1971.

## Història
La colònia de Palà Vell fou fundada a finals del segle xix per Joan Palà i Valls, advocat en exercici a Barcelona, i amo del mas Palà, una masia documentada des del segle xiii, el qual va fer societat amb el seu tiet, Esteve Valls Pasqual, (industrial sallentí amb vasta experiència) i amb Manuel Arias (el qual s'encarregava de la part comercial de l'empresa, que es portava des de Barcelona). El 1877 la fàbrica ja funcionava a ple rendiment. La colònia es va construir en terrenys del mas Palà, i aprofitant el salt del molí de farina i sal de la seva propietat. Aquest molí havia estat propietat dels ducs de Cardona, els quals el van cedir el 1482 al mas Palà en concepte de pagament d'un deute.
L'origen de la colònia Palà de Torroella es remunta a l'any 1875, quan Joan Palà va sol·licitar al Govern Provincial de Barcelona el permís per modificar l'aprofitament del vell molí i poder aprofitar l'aigua del Cardener per moure la fàbrica. Aquest permís va arribar el 1876, i el 1877 es constitueix la societat i entra en funcionament. de bon principi, es va construir un primer bloc d'habitatges, compost d'onze cases amb 44 pisos distribuïts en planta baixa i dues plantes. A 800 m de la fàbrica es va bastir un altre bloc d'onze cases que van formar el barri de la Rata, considerat també part de la colònia. Juntament amb els pisos es va dotar dels serveis indispensables per a la població: botiga de queviures, carnisseria, cafè i escola. Sobre la base de la capella del mas Palà, es va construir la primera església de la colònia el 1879, considerada també un servei principal. L'educació de la quitxalla es va encomanar a la comunitat de monges dominiques, per a les quals també es va construir un gran edifici.
El 1885 un incendi va provocar greus desperfectes a la fàbrica, però es va reconstruir ràpidament, i es reconstituí la societat, amb major participació dels Valls. El 1900 però, els Palà i els Valls dissolen la seva relació, i Esteve Valls, amb el seu fill, Isidre Valls Pallerola, van fundar una nova colònia un escàs quilòmetre riu avall: la colònia Valls, també coneguda com a Palà Nou.
A Joan Palà Valls el succeí el seu nebot Joan Palà i Claret (1876-1960), qui durant uns anys gestionà el negoci amb el seu germà Francisco. Ambdós van donar un nou impuls a la fàbrica: van ampliar la potència de la força motriu amb l'adquisició de dos nous salts, van renovar la maquinària i van ampliar la producció. Amb aquesta bonança es van construir també nous habitatges, cases per al mestre i el capellà i l'escola per a nens. També en aquesta època es va construir el casino, que tenia sala de ball, teatre-cinema i cafè. Als anys cinquanta, però, aquesta societat també s'escindí, restant tota l'empresa a mans de Joan Palà Claret.
Durant la Guerra Civil la fàbrica es va col·lectivitzar. El comitè directiu que gestionava la fàbrica es va instal·lar al mas Palà, que en aquesta època ja s'havia convertit en un gran casal. Passada la contesa, i amb el retorn dels seus propietaris, es va construir una nova torre per als amos, al costat de la qual es va construir també una nova església (ja que l'anterior havia quedat bastant malmesa pels actes revolucionaris durant la guerra), en un estil historicista entre romànic i gòtic, inaugurada el 1942. La postguerra serà una altra de les èpoques de puixança de la colònia, i als anys cinquanta, Palà era coneguda com "la colònia de les flors" per l'exuberància dels seus horts i jardins. El 1962 va començar una crisi que es va agreujar el 1971 amb el tancament definitiu d'Industrias Palà.

## Edificis i indrets d'interès

### Església del Roser del Palà de Torroella
Església parroquial reformada després de la guerra civil en estil neogòtic. S'alça sobre la base de la capella del mas Palà.

### Mas Palà
El mas Palà és una de les principals masies de la parròquia i castell de Torroella, documentat ja al segle xiii, el qual sofrirà importants transformacions al llarg del segle xx, quan passarà de ser un mas tradicional a una imponent casa senyorial.

### Casa de l'Amo, Can Garbí
Edifici destinat a la residència del director de la fàbrica, construït amb clares referències a l'arquitectura dels palaus italians de l'època moderna.

## Festa Major
Té lloc el diumenge més proper al 21 de juliol, Sant Llorenç de Brindisi. L'organitza l'Associació de Veïns del Palà de Torroella.